# Кайруку
Кайруку (Kairuku) — викопний рід птахів ряду пінгвінових, знайдений в Новій Зеландії (Kokoamu Greensand). Родова назва походить від маорійського слова «кайруку», яке позначає «пірнальник, що повертається за їжею». Інша назва «велетенський новозеландський пінгвін». Мав 2 види. Мешкали 27-25 млн років тому

## Опис
Загальна довжина представників цього роду коливалася від 130 до 150 см. Мали струнке тіло, довгі плавники, короткі і товсті гомілки і ноги. Були наділені доволі довгим дзьобом, а також довгою та стрункою шиєю. Статура цих предків пінгвінів було досить масивною.

## Спосіб життя
Значний проміжок життя перебували у морі, а також полюбляли скелясті береги, острови. Гарно пірнали та плавали, ймовірно вправно пересували серед каміння та брил на березі. Живилися рибою та молюсками.

## Розповсюдження
Перші кістки цих пінгвінових знайдені у 1977 році. Вони були розповсюджені на території сучасної Нової Зеландії.

## Види
- Kairuku waitaki — кайруку Вайтакі
- Kairuku grebneffi
- Kairuku waewaeroa